# Samsung Galaxy Young
Samsung Galaxy Young (známý také jako Samsung Galaxy Young Duos) je low-end chytrý telefon vytvořen společností Samsung Electronics. Byl vydán 14. března 2013. Stejně jako ostatní telefony z řady Samsung Galaxy běží na operačním systému Android.

## Specifikace
Samsung Galaxy Young je vybaven jednojádrovým 32bitovým procesorem ARM Cortex-A5 s frekvencí 1 GHz a 768 MB RAM. Obsahuje 4 GB interního úložiště, z čehož jsou uživateli dostupné jen 2 GB. Úložiště může být navýšeno až o 64 GB s microSD kartou. Telefon dále disponuje odstranitelnou 1300mAh li-Ion baterií.
Samsung Galaxy Young má 3,27palcový TFT LCD kapacitní dotykový displej, který má 18bitovou barevnou hloubku (podporuje 262 144 barev). Má rozlišení 320x480 pixelů (HVGA), což odpovídá hustotě zhruba 176 DPI. Zadní kamera telefonu s rozlišením 3,15 MP může nahrávat videa v rozlišení 640x480 pixelů a snímkové frekvenci 24 fps. Přední kamera chybí.
Zařízení podporuje připojení Bluetooth 3.0, Wi-Fi, GPS a vysílání FM. Má též konektor microUSB 2.0 a 3,5 mm jack konektor a podporu pro duální SIM.
Samsung Galaxy Young používá jako operační systém Android 4.1.2 Jelly Bean. Obsahuje proprietární uživatelské rozhraní TouchWiz.

## Přijetí
Zařízení sklidilo smíšené reakce. Trusted Reviews udělilo 3 hvězdičky z 5. TechRadar ohodnotilo zařízení 3,5 hvězdičkami z 5 s tím, že jde o „super levný smartphone, jež vám dá všechny základy“. NotebookCheck podotklo, že jde o „praktický smartphone pro nováčky a mladé“ a že „výkon je spíše nízký“. Wired ohodnotilo zařízení 5/10 a řeklo, že „Samsung Young je decentní malý smartphone“.
Mnoho recenzentů[kdo?] kritizovalo zařízení kvůli zastaralému procesoru, který způsoboval nízký výkon. Na druhou stranu ho ale chválili za 3,15 MP kameru. Celkově se shodli na tom, že na svou cenu je to decentní telefon.